# Salzlecken
Salzlecken ist ein 1862 m hoher Sattel in den Seckauer Tauern, der auf der Grenze zwischen den Gemeinden Gaal und Pölstal liegt. Der Sattel liegt nördlich des 1918 m hohen Rosenkogels und südlich des 2216 m hohen Lahnecks.

## Touristische Bedeutung
Salzlecken wird bei Wanderungen auf das Kesseleck betreten, die am Sommertörl beginnen.